# クルト・シュナイダー
クルト・シュナイダー（Kurt Schneider, 1887年1月7日 - 1967年10月27日）は、ドイツの精神医学者。特に、統合失調症の診断や解釈についての著述で知られる。

## 生涯
シュナイダーはドイツのクライルスハイム生まれ。ベルリンとテュービンゲンで医学を学び、第一次世界大戦への徴兵を経て大学院卒業の資格を得る。1931年、エミール・クレペリンが設立したミュンヘンのPsychiatric Research Instituteの役員となる。
しかし、ナチ党によって推進されていた精神医学における優生学の発展の波に嫌気がさして研究所を去り、第二次世界大戦中を軍医として過ごすことになる。大戦後には反ナチの大学職員が任命され、ドイツの医学機関が再建されると、シュナイダーにはハイデルベルク大学の医学部長のポストが与えられ、1955年に引退するまでその職を全うした。

## 精神医学への貢献
シュナイダーは精神疾患の診断の進歩に貢献したとされている。特に、カール・ヤスパースと同じく兆候や症状の内容ではなく、それらの形態に基づく診断を支持した。例えば、妄想は信念の内容ではなく、その信念の持ち方を元に診断すべきだと主張した。
また、統合失調症に特徴的な症状のリストを作成することで、統合失調症を他の精神疾患と区別することにも貢献した。これはのちに「シュナイダーの一級症状」または単に「一級症状」 (first rank symptoms) として知られるようになった。
「シュナイダーの一級症状」とは以下のようなものである。
- 思考化声 (考想化声, Audible thoughts)
- 論声が聞こえる (会話形式の幻聴, Voices heard arguing)
- その人の行動に対して意見や批判が聞こえる (自己の行為を注釈する幻聴, Voices heard commenting on one's actions)
- 身体に影響を与えられている体験 (身体的被影響体験, Experience of influences playing on the body)
- 思考が打ち消される (思考奪取/考想奪取, Thought withdrawal)
- 他人の思考が押し付けられ、自分の思考に影響を受ける (精神的被影響体験, Thoughts are ascribed to other people who intrude their thoughts upon the patient)
- 思考流出（思考伝播/考想伝播, 思考が他者に伝わっている） (Thought diffusion (also called thought broadcast))
- 妄想知覚 (Delusional perception)

ただし、この「一級症状」を使って統合失調症を診断することの信頼性については当初から疑問が持たれている。事実、解離性同一性障害（いわゆる多重人格）の患者が高い確率でこの一級症状を満たすことが知られているが、これは統合失調症とは要因も治療法も全く異なる疾患である。他方、診断目的とは別に、現在でも精神医学に携わるものによって記述的にこの用語が使われることがある。

## 精神病質者 10類型
シュナイダーは自身の臨床経験に基づきながら、よく見られる精神病質を10個の類型にまとめている。
1. 意志薄弱者 - 意志薄弱者の類型の特徴は持久性を欠いていること、そして自発性を欠いていること、この二つが挙げられる。持久性の欠如からこの類型は生活史においても転校や転職を繰り返し、また自発性の欠如から周囲の環境の影響を極端に受けやすい。
2. 発揚者 - 発揚者は気分がいつも明るく、活動的であるために社会環境に適応している限りにおいては、優れたリーダーとして評価される場合もある。一方で、知能の障害や自制心の欠如によって軽率かつ興奮しやすいために問題行動が表れる可能性もある。
3. 爆発者 - 興奮しやすく暴力的な行動に訴える傾向が強い人々の類型であり、シュナイダーは小さな物事でも過敏に反応して逆上する刺激型と不安感が鬱積した後に突然暴力をふるう興奮型の二つに区別している。
4. 自己顕示者 - シュナイダーの言葉によれば、仮想と現実を混合する人々、が該当する類型である。自己顕示という願望を充足させるために自分を実際よりも誇大化することや、嘘をつくなどの特徴が挙げられる。
5. 人間性欠落者 - ここで述べる人間性とは同情、良心、羞恥のような人間に固有の情動的能力を指しており、これはその能力が欠如している類型である。したがって、この類型は自己の危険や苦痛だけでなく他人の不幸に対しても情動的な関心や反応を示さない。
6. 狂信者 - ある特定の観念のために自分の生涯をかけて戦う人々とシュナイダーは定義を与えており、その観念の内容にかかわらず、彼らは一般的に些細だと思われる問題を重要視する特徴があり、そのために自分の地位や財産をいくらでも費やす行動を示す。
7. 情緒易変者 - これと云った理由もなく抑鬱状態に陥る傾向が強い人々の類型である。目的や理由はないものの、不機嫌、抑うつ気分などの状態が自生的に生じ、しばしば反復されるものからシュナイダーは体質的なものだと考えている。
8. 自信過小者 - この類型は周囲の評価に対して過敏な人々に該当し、規範意識や倫理観などが強迫観念として強い場合や、自意識が強いために状況によって被害妄想や関係妄想を抱く場合の二つに大別することができる。
9. 抑鬱者 - これは生まれつき悲観的で厭世的な人々が該当する類型である。気分が恒常的に暗く、自分自身が深く苦悩している場合が多いだけでなく、状況によってはその偏執性から問題行動を示す。
10. 無気力者 - この類型は常に無気力で身体的にも何かしらの痛みを訴えることが多い人々を指している。